# Bruce Zagers
Bruce Zagers (ca. 1981) is een politicus op Saba. Sinds 2007 is hij eilandgedeputeerde voor de Windward Islands People's Movement. De eerste vier jaar was hij daarnaast lid van de Eilandsraad van de Nederlandse Antillen. In 2019 werd hij als gedeputeerde voor de vierde keer gerkozen voor een periode van vier jaar.

## Biografie
Zagers is geboren en getogen op Saba. Hij woont in het dorpje Zions Hill. Na zijn basis- en middelbare school op het eiland, studeerde hij vanaf zijn 17e aan het Flagler College in St. Augustine in de Amerikaanse staat Florida. Hier behaalde hij in 2003 zijn bachelorgraad in accountancy.
Bij terugkeer kwam hij in dienst van de afdeling Financiën van Saba. Hier werkte hij als interne controller, projectcontroller en systeembeheerder. Van 2005 tot 2007 was hij daarnaast havenmeester.
In 2007 werd hij gekozen als eilandgedeputeerde. Hij en Chris Johnson traden toen toe als de jongste gedeputeerden uit de geschiedenis van Saba. Zagers trad ook toe als lid van de Eilandsraad van de Nederlandse Antillen. In 2011 werd hij herkozen als lid van de Eilandsraad (inmiddels van Caribisch Nederland), maar gaf deze zetel op om door te gaan als gedeputeerde. Als gedeputeerde heeft hij onder meer financiën in zijn portefeuille.
Zagers is getrouwd en heeft twee kinderen. 